# Art nucléaire
L'art nucléaire est une approche artistique développée par certains artistes et peintres, après les bombardements d'Hiroshima et de Nagasaki.

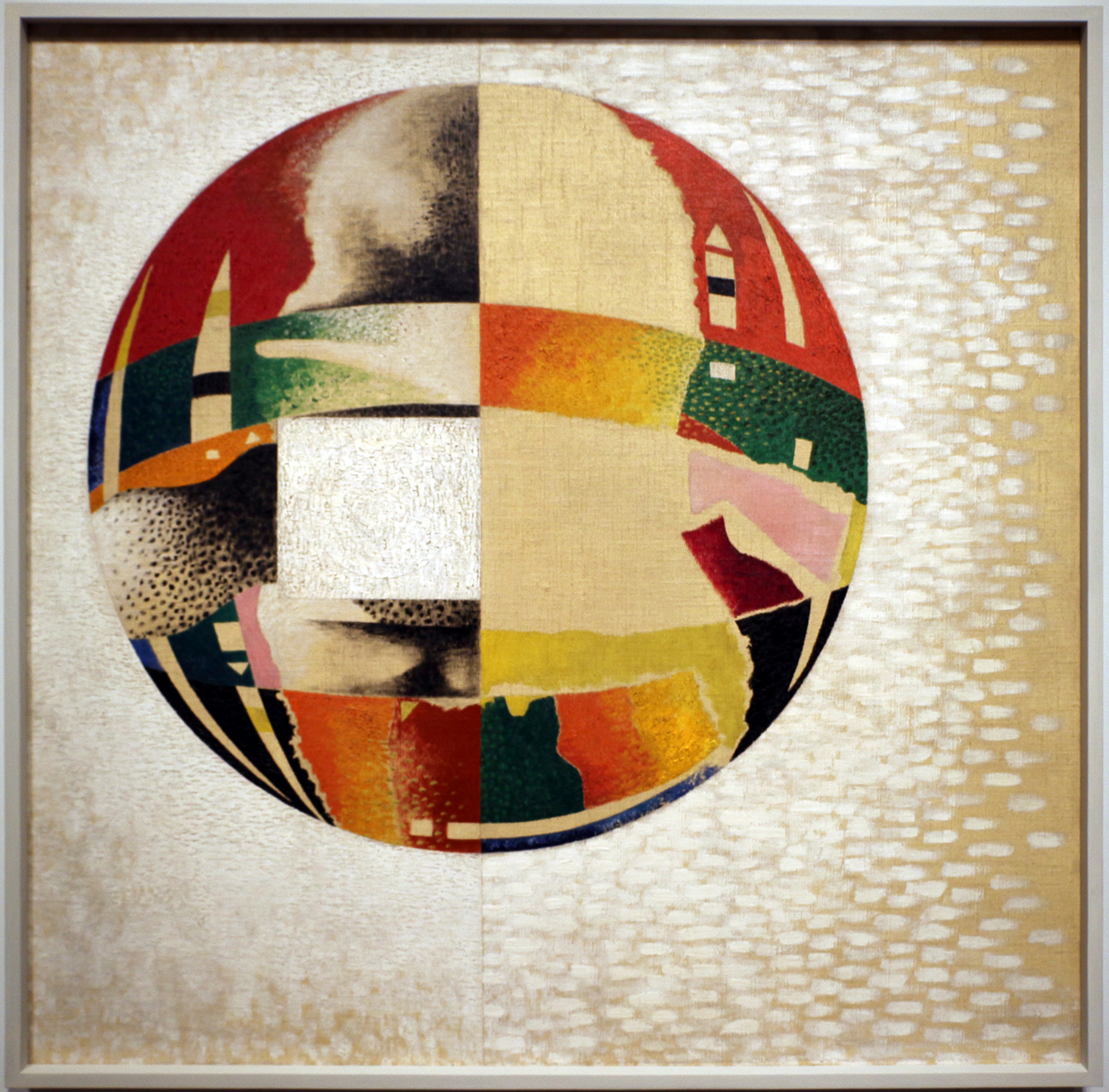
László Moholy-Nagy, Nucléaire II, 1946 (musée d'art de Milwaukee).

## Conception et origines
Dans les jours, les semaines et les années qui ont suivi le bombardement atomique du Japon, des artistes formés et non formés qui ont survécu aux bombardements ont commencé à documenter leurs expériences dans des œuvres d'art. Les autorités d'occupation américaines ont contrôlé la diffusion de photographies et de séquences filmées de ces événements, tandis que des photographes et des artistes  ont continué à produire des représentations visuelles des effets de la guerre nucléaire. Le photographe Yōsuke Yamahata a commencé à prendre des photos de Nagasaki le 10 août 1945 (le lendemain du bombardement), mais ses photographies n'ont été rendues publiques qu'en 1952 lorsque le magazine Asahi Gurafu les a publiées.
Aussi appelé l’Âge atomique, ce thème lie aussi l’art, la science et la politique. Cela débute au même moment que la découverte sur l’atome et la radioactivité. Une des premières œuvres est « La danse du radium », en 1911, par l’américaine Loïc Fuller pour Marie Curie et Pierre Curie.

### Art nucléaire en Italie
En 1948, le mouvement artistique Eaismo publie un manifeste illustrant certains aspects de l'ère atomique  critiquant l'utilisation industrielle de l'énergie nucléaire.
C'est un mouvement de poésie et de peinture, fondé par l'artiste italien Voltolino Fontani, visant à équilibrer le rôle des hommes dans une société bouleversée par le danger des radiations nucléaires. Le groupe artistique a été renforcé par le poète Marcello Landi et par le critique littéraire Guido Favati. En 1948, Voltolino Fontani dépeint la désintégration et la fragmentation d'un atome sur toile, en créant l'œuvre : Dinamica di assestamento e mancata stasi.
En 1951, les peintres Enrico Baj et Sergio Dangelo créent le mouvement Arte nucleaire et  mettent en discussion la répétitivité de la peinture comme phénomène artistique et commercial. De nombreux artistes italiens, à Milan et à Naples et étrangers comme Yves Klein, Asger Jorn, Arman, Antonio Saura rejoignent le mouvement. Le principal représentant du mouvement Arte nucleaire est Piero Manzoni.
Contrairement à Eaismo, recommandant aux artistes de poursuivre les valeurs de la peinture et la poésie, le mouvement Arte nucleare a tenté de promouvoir une nouvelle forme d'art dans laquelle la peinture est marginalisée.

### Art nucléaire en Espagne
Le peintre espagnol Salvador Dalí a publié le Manifeste mystique (1951), réunissant mysticisme catholique et thèmes nucléaires. Au cours de cette période, Dalí a créé des œuvres comme Idillio atomico (1945) et Leda Atomica (1949).

### L'art nucléaire en France
En 1949, l'artiste Bernard Lorjou commence à peindre son œuvre monumentale L'Âge atomique. La peinture a été achevée après un an et se trouve au Centre Pompidou. En 1950, Germaine Joumard expose ses œuvres avenue Matignon dans la galerie "Art et Lecture" fruit d'un travail de cinq ans,.

### Art nucléaire aux États-Unis
Le peintre et photographe Eugene Von Bruenchenhein a réalisé l'œuvre Atomic age en 1955, et d'autres peintures apocalyptiques et post-apocalyptiques jusqu'en 1965.
Le sculpteur britannique Henry Moore a créé une sculpture publique en bronze intitulée Nuclear Energy (sculpture) (1967), qui dépeint  la fatalité des armes nucléaires et célèbre l'invention de l'énergie nucléaire utilisée comme énergie électrique. La sculpture est située sur le terrain de l'Université de Chicago, où la première réaction nucléaire autonome a été produite au Chicago Pile-1, sous la supervision du projet Manhattan et d'Enrico Fermi. La sculpture se présente sous la forme d'un champignon atomique et d'un crâne humain.

## Approches contemporaines de l'art nucléaire

### Japon

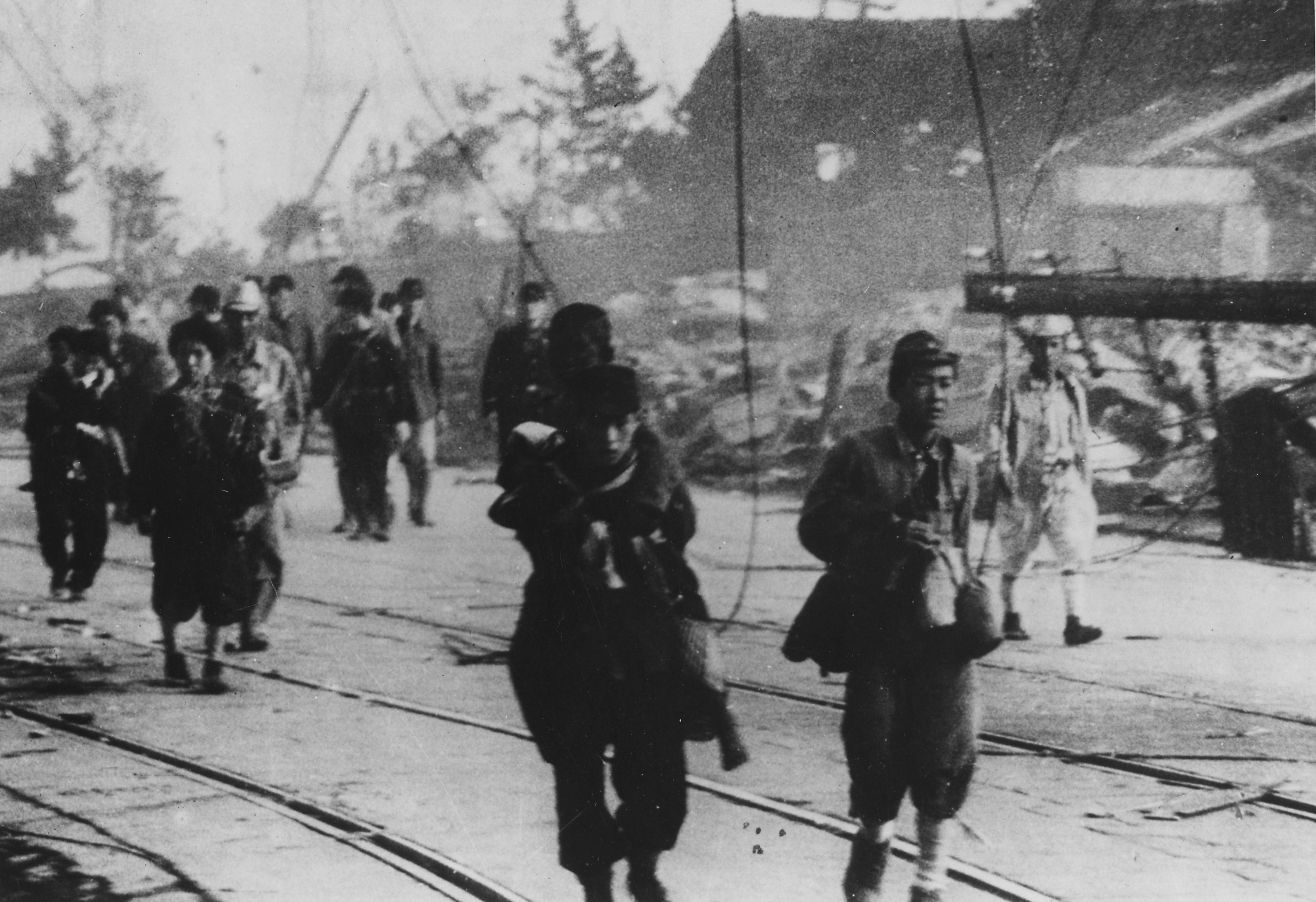
Yōsuke Yamahata, Nagasaki Survivors1945.

Après l'accident de mars 2011 qui a fait fondre trois réacteurs nucléaires à la centrale de Fukushima Daiichi au Japon, les réponses d'artistes japonais contemporains sont nombreuses : Shigenobu Yoshida, Tatsuo Miyajima, Shimpei Takeda, Fuyuki Yamakawa, Iri et Toshi Maruki, et le survivant de la bombe d'Hiroshima, Tadasi Tonoshiki. En 2015, une exposition a été organisée dans la zone d'exclusion de Fukushima, Don't Follow the Wind par le conservateur Kenji Kubota. Elle comprend le travail de douze artistes internationaux.

### Amérique du Nord
Le critique culturel, Akira Mizuta Lippit, a écrit que les bombardements d'Hiroshima et de Nagasaki sont l'événement photographique et cinématographique le plus important du XXe siècle. De nombreuses expositions d'œuvres photographiques ont eu lieu, dont l'exposition de 2015, Camera Atomica, au Musée des beaux-arts de l'Ontario, présentant deux cents œuvres,,.

### Féminisme écologique et antimilitariste
Dans les années 1960, un militantisme féministe écologique et antimilitariste né, mêlant art et revendication. La sœur de Simone de Beauvoir, Hélène de Beauvoir, crée en 1977 Les Mortifères. À travers lequel elle dénonce les effets dévastateurs de la radioactivité sur les organes féminins.